# Jean-David Bernard
Jean-David Bernard (* 27. Juli 1977 in Melun, Frankreich) ist ein ehemaliger französischer Ruderer.

## Karriere
Bernards erster internationaler Auftritt im Rudersport datiert auf das Jahr 1998, als er mit dem französischen Leichtgewichts-Vierer ohne Steuermann in Hazewinkel auf den 8. Gesamtrang beim Weltcup ruderte. Die Nachwuchsmannschaft mit Bernard, Jean-Christophe Bette, Jean-Baptiste Dupy und Vincent Montabonel gewann später im gleichen Jahr außerdem die Goldmedaille beim Nations Cup in Ioannina, den damaligen inoffiziellen Weltmeisterschaften der U23-Altersklasse. Nach diesem Erfolg ruderte Bernard in der offenen Altersklasse, er konnte dabei eine Bronzemedaille mit einer erfahrenen Mannschaft um Xavier Dorfman, Yves Hocdé und Laurent Porchier bei den Weltmeisterschaften 1999 im kanadischen St. Catharines gewinnen. Dennoch reichte es für ihn nicht zur Qualifikation für die Olympischen Sommerspiele 2000 in Sydney. Er ging stattdessen im Leichtgewichts-Zweier ohne Steuermann bei den Weltmeisterschaften der nicht-olympischen Bootsklassen in Zagreb an den Start und belegte Platz 10.
Danach wechselte Bernard von der Leichtgewichtsklasse in die offene Gewichtsklasse. In der Saison 2001 wurde er einmalig im Vierer ohne Steuermann beim Ruder-Weltcup eingesetzt, aber noch nicht für die Titelkämpfe in Luzern berücksichtigt. Erst ab den Weltmeisterschaften 2002 gehörte er fest zum französischen Nationalteam, belegte Platz 6 im Vierer-ohne. Im folgenden Jahr ruderte der Vierer mit Bernard schwach, belegte nur Platz 13 bei den Weltmeisterschaften in Mailand. Bernard wechselte deshalb im olympischen Folgejahr in den Achter, startete bei allen Weltcupregatten und schließlich auch bei den olympischen Ruderregatta 2004 in Athen in dieser Bootsklasse. Die Crew mit Bastien Ripoll, Bastien Gallet, Jean-Baptiste Macquet, Julien Peudecoeur, Donatien Mortelette, Anthony Perrot, Bernard, Laurent Cadot und Steuermann Christophe Lattaignant erreichte das olympische Finale, belegte dort allerdings den sechsten und letzten Platz.
Im neuen Olympiazyklus wechselte Bernard in den Skullbereich, startete gleich im Doppelvierer bei den Weltmeisterschaften 2005 im japanischen Gifu und belegte Platz 5. Im Folgejahr lief der Vierer nicht gut und kam in der Besetzung Jonathan Coeffic, Bernard, Cédric Berrest und Julien Bahain bei der WM 2006 nur auf den 10. Rang. Die Form stimmte erst im vorolympischen Jahr 2007 wieder, als in unveränderter Besetzung die Silbermedaille bei den Weltmeisterschaften in München gewonnen wurde. Bernard rutschte danach aber aus dem Vierer heraus, startete beim Weltcup 2008 im Einer und im Vierer, wurde schließlich nicht für die Olympischen Sommerspiele in Peking nominiert. Im Zweier ohne Steuermann ging er stattdessen bei den Europameisterschaften 2008 in Athen an den Start und gewann die Bronzemedaille zusammen mit Laurent Cadot.
Bernard kehrte damit noch einmal kurz in den Riemenbereich zurück, ruderte im Vierer-ohne bei den Weltmeisterschaften in Polen auf den 5. Rang und bei den Europameisterschaften des gleichen Jahres zu einer weiteren EM-Bronzemedaille mit Cadot. Danach beendete er seine aktive Karriere als Ruderer.
Bernard startete für den Verein Cercle Nautique de Melun in seiner Heimatstadt. Bei einer Körperhöhe von 1,90 m betrug sein Wettkampfgewicht rund 82 kg.